# Jean-Jacques Fussien
Jean-Jacques Bernard Charles Fussien (21 de janeiro de 1952 — 23 de agosto de 1978) foi um ciclista francês que participou dos Jogos Olímpicos de Verão de 1972 em Munique, onde terminou em quinto lugar na perseguição por equipes de 4 km.